# Hollandsche Vliegtuigenfabriek Avia
De Hollandsche Vliegtuigenfabriek Avia is een Nederlandse vliegtuigbouwer, officieel opgericht in 1919 door Bruno Jablonsky in Rotterdam. 
Na geldschieters te hebben gevonden, en hij een Argus motor in bruikleen kreeg van de LVA, begon Jablonsky in 1918 aan de bouw van zijn tweedekker. In december 1918 was het klaar, maar na de Eerste Wereldoorlog viel de belangstelling voor het vliegtuig weg. Er is maar één exemplaar gebouwd.